# Bill & Ted's Excellent Adventure
Bill & Ted's Excellent Adventure is een Amerikaanse komische film uit 1989 onder regie van Stephen Herek. In 1991 kwam het vervolg uit: Bill & Ted's Bogus Journey.

## Verhaal
De scholieren Bill en Ted zijn slechts geïnteresseerd in één ding: hun eigen rockgroep The Wyld Stallyns. Ze weten verder erg weinig en dus staan ze op het punt om te zakken voor hun geschiedenisexamen. Om toch te slagen moeten ze een tien halen voor hun geschiedenisproject. Gelukkig komt Rufus, een man uit de toekomst, hen te hulp.

## Rolbezetting
- Keanu Reeves - Ted Theodore Logan
- Alex Winter - Bill S. Preston Esquire
- George Carlin - Rufus, de helper van Bill en Ted uit de toekomst
- Amy Stock-Poynton - Missy Preston, Bills stiefmoeder
- J. Patrick McNamara - Mr. Preston, Bills vader
- Hal Landon Jr. - Captain Logan, baas van de politie en Teds vader
- Bernie Casey - Mr. Ryan, de geschiedenisleraar van Bill en Ted
- Tony Steedman - Socrates
- Dan Shor - Billy the Kid
- Terry Camilleri - Napoleon Bonaparte
- Jane Wiedlin - Jeanne d'Arc
- Rod Loomis - Sigmund Freud
- Al Leong - Genghis Khan
- Clifford David - Ludwig van Beethoven
- Robert V. Barron - Abraham Lincoln
- Diane Franklin - prinses Joanna
- Kimberley Kates - prinses Elizabeth